# Női kajak kettes 500 méter a 2012. évi nyári olimpiai játékokon
A 2012. évi nyári olimpiai játékokon a kajak-kenu női kajak kettes 500 méteres versenyszámát augusztus 7. és 9. között rendezik Eton Dorney-ben. A versenyt a német Franziska Weber, Tina Dietze páros nyerte meg. A Kovács Katalin, Dusev-Janics Natasa kettős ezüstérmet szerzett.

## Versenynaptár
Az időpontok helyi idő szerint, zárójelben magyar idő szerint olvashatóak.
| Dátum                         | Időpont       | Forduló  |
| ----------------------------- | ------------- | -------- |
| 2012. augusztus 7., kedd      | 10:28 (11:28) | Előfutam |
| 2012. augusztus 7., kedd      | 11:30 (12:30) | Elődöntő |
| 2012. augusztus 9., csütörtök | 10:35 (11:35) | Döntő    |

## Eredmények
Az időeredmények másodpercben értendők. A rövidítések jelentése a következő:
- Q: továbbjutás helyezés alapján
- q: továbbjutás időeredmény alapján

### Előfutamok
Az előfutamokból az első öt helyezett, valamint a legjobb idővel rendelkező hatodik helyezett jutott az elődöntőbe.
| Helyezés | Nemzet                                                    | Idő      | Mj       |
| 1. futam | 1. futam                                                  | 1. futam | 1. futam |
| -------- | --------------------------------------------------------- | -------- | -------- |
| 1.       | Svédország (SWE) · Josefin Nordlöw · Karin Johansson      | 1:44,437 | Q        |
| 2.       | Oroszország (RUS) · Natalija Lobova · Vera Szobetova      | 1:45,710 | Q        |
| 3.       | Románia (ROU) · Iuliana Paleu · Irina Lauric              | 1:46,001 | Q        |
| 4.       | Ausztrália (AUS) · Naomi Flood · Lyndsie Fogarty          | 1:46,554 | Q        |
| 5.       | Nagy-Britannia (GBR) · Abigail Edmonds · Louisa Sawers    | 1:46,564 | Q        |
| 6.       | Kuba (CUB) · Yulitza Meneses · Dayexi Gandarela           | 1:46,587 | q        |
| 2. futam |                                                           |          |          |
| 1.       | Kína (CHN) · Vu Ja-nan · Zhou Yu                          | 1:43,448 | Q        |
| 2.       | Németország (GER) · Franziska Weber · Tina Dietze         | 1:44,195 | Q        |
| 3.       | Szerbia (SRB) · Nikolina Moldovan · Olivera Moldovan      | 1:44,335 | Q        |
| 4.       | Fehéroroszország (BLR) · Volha Hudzenka · Marina Pavtaran | 1:44,568 | Q        |
| 5.       | Szlovákia (SVK) · Ivana Kmeťová · Martina Kohlová         | 1:45,073 | Q        |
| 6.       | Japán (JPN) · Kitamoto Sinobu · Ómura Aszumi              | 1:47,323 |          |
| 3. futam |                                                           |          |          |
| 1.       | Magyarország (HUN) · Kovács Katalin · Dusev-Janics Natasa | 1:43,984 | Q        |
| 2.       | Portugália (POR) · Joana Vasconcelos · Beatriz Gomes      | 1:44,660 | Q        |
| 3.       | Új-Zéland (NZL) · Lisa Carrington · Erin Taylor           | 1:44,870 | Q        |
| 4.       | Ausztria (AUT) · Yvonne Schuring · Viktoria Schwarz       | 1:46,374 | Q        |
| 5.       | Lengyelország (POL) · Karolina Naja · Beata Mikołajczyk   | 1:48,271 | Q        |

### Elődöntők
Futamonként az első négy helyezett az A-döntőbe jutott, a többiek a B-döntőbe kerültek.
| Helyezés | Nemzet                                                    | Idő      | Mj       |
| 1. futam | 1. futam                                                  | 1. futam | 1. futam |
| -------- | --------------------------------------------------------- | -------- | -------- |
| 1.       | Németország (GER) · Franziska Weber · Tina Dietze         | 1:41,543 | Q        |
| 2.       | Magyarország (HUN) · Kovács Katalin · Dusev-Janics Natasa | 1:41,613 | Q        |
| 3.       | Lengyelország (POL) · Karolina Naja · Beata Mikołajczyk   | 1:41,873 | Q        |
| 4.       | Új-Zéland (NZL) · Lisa Carrington · Erin Taylor           | 1:42,764 | Q        |
| 5.       | Fehéroroszország (BLR) · Volha Hudzenka · Marina Pavtaran | 1:43,152 |          |
| 6.       | Svédország (SWE) · Josefin Nordlöw · Karin Johansson      | 1:44,025 |          |
| 7.       | Nagy-Britannia (GBR) · Abigail Edmonds · Louisa Sawers    | 1:46,025 |          |
| 8.       | Románia (ROU) · Iuliana Paleu · Irina Lauric              | 1:49,216 |          |
| 2. futam |                                                           |          |          |
| 1.       | Kína (CHN) · Vu Ja-nan · Zhou Yu                          | 1:41,863 | Q        |
| 2.       | Ausztria (AUT) · Yvonne Schuring · Viktoria Schwarz       | 1:42,317 | Q        |
| 3.       | Portugália (POR) · Joana Vasconcelos · Beatriz Gomes      | 1:43,305 | Q        |
| 4.       | Szerbia (SRB) · Nikolina Moldovan · Olivera Moldovan      | 1:43,586 | Q        |
| 5.       | Szlovákia (SVK) · Ivana Kmeťová · Martina Kohlová         | 1:43,653 |          |
| 6.       | Oroszország (RUS) · Natalija Lobova · Vera Szobetova      | 1:44,660 |          |
| 7.       | Ausztrália (AUS) · Naomi Flood · Lyndsie Fogarty          | 1:45,372 |          |
| 8.       | Kuba (CUB) · Yulitza Meneses · Dayexi Gandarela           | 1:51,428 |          |

### Döntők

#### B-döntő
| Helyezés | Nemzet                                                    | Idő      |
| -------- | --------------------------------------------------------- | -------- |
| 1.       | Fehéroroszország (BLR) · Volha Hudzenka · Marina Pavtaran | 1:44,407 |
| 2.       | Svédország (SWE) · Josefin Nordlöw · Karin Johansson      | 1:45,367 |
| 3.       | Nagy-Britannia (GBR) · Abigail Edmonds · Louisa Sawers    | 1:46,341 |
| 4.       | Ausztrália (AUS) · Naomi Flood · Lyndsie Fogarty          | 1:47,650 |
| 5.       | Szlovákia (SVK) · Ivana Kmeťová · Martina Kohlová         | 1:47,683 |
| 6.       | Kuba (CUB) · Yulitza Meneses · Dayexi Gandarela           | 1:50,124 |
| 7.       | Oroszország (RUS) · Natalija Lobova · Vera Szobetova      | 1:52,277 |
| 8.       | Románia (ROU) · Iuliana Paleu · Irina Lauric              | 1:52,468 |

#### A-döntő
| Helyezés | Nemzet                                                    | Idő      |
| -------- | --------------------------------------------------------- | -------- |
| Arany    | Németország (GER) · Franziska Weber · Tina Dietze         | 1:42,213 |
| Ezüst    | Magyarország (HUN) · Kovács Katalin · Dusev-Janics Natasa | 1:43,278 |
| Bronz    | Lengyelország (POL) · Karolina Naja · Beata Mikołajczyk   | 1:44,000 |
| 4.       | Kína (CHN) · Vu Ja-nan · Zhou Yu                          | 1:44,136 |
| 5.       | Ausztria (AUT) · Yvonne Schuring · Viktoria Schwarz       | 1:44,785 |
| 6.       | Portugália (POR) · Joana Vasconcelos · Beatriz Gomes      | 1:44,924 |
| 7.       | Új-Zéland (NZL) · Lisa Carrington · Erin Taylor           | 1:46,290 |
| 8.       | Szerbia (SRB) · Nikolina Moldovan · Olivera Moldovan      | 1:48,941 |